# 2017년 월드 베이스볼 클래식 선수 명단
2017년 월드 베이스볼 클래식 선수 명단은 다음과 같다.

## A조

### 대한민국
- 감독 김인식
- 코치 선동열, 송진우, 이순철, 김동수, 김평호, 김광수

| 번호 | 포지션 | 선수          | 생년월일         | 소속 팀               |
| ---- | ------ | ------------- | ---------------- | --------------------- |
| 28   | 투수   | 장원준        | 1985년 7월 31일  | 두산 베어스           |
| 23   | 투수   | 차우찬        | 1987년 5월 31일  | LG 트윈스             |
| 46   | 투수   | 원종현        | 1987년 7월 31일  | NC 다이노스           |
| 29   | 투수   | 장시환        | 1987년 11월 1일  | kt 위즈               |
| 11   | 투수   | 이대은        | 1989년 3월 23일  | 경찰 야구단           |
| 45   | 투수   | 임창민        | 1985년 8월 25일  | NC 다이노스           |
| 1    | 투수   | 우규민        | 1985년 1월 21일  | 삼성 라이온즈         |
| 21   | 투수   | 박희수        | 1983년 7월 13일  | SK 와이번스           |
| 19   | 투수   | 심창민        | 1993년 2월 1일   | 삼성 라이온즈         |
| 12   | 투수   | 임창용        | 1976년 6월 30일  | KIA 타이거즈          |
| 54   | 투수   | 양현종        | 1988년 3월 1일   | KIA 타이거즈          |
| 48   | 투수   | 이현승        | 1983년 10월 11일 | 두산 베어스           |
| 26   | 투수   | 오승환        | 1982년 7월 15일  | 세인트루이스 카디널스 |
| 25   | 포수   | 양의지        | 1987년 6월 5일   | 두산 베어스           |
| 42   | 포수   | 김태군        | 1989년 12월 30일 | NC 다이노스           |
| 52   | 내야수 | 김태균        | 1982년 5월 29일  | 한화 이글스           |
| 10   | 내야수 | 이대호        | 1982년 6월 21일  | 롯데 자이언츠         |
| 24   | 내야수 | 오재원        | 1985년 2월 9일   | 두산 베어스           |
| 3    | 내야수 | 김재호 (주장) | 1985년 3월 21일  | 두산 베어스           |
| 7    | 내야수 | 김하성        | 1995년 10월 17일 | 넥센 히어로즈         |
| 13   | 내야수 | 허경민        | 1990년 8월 26일  | 두산 베어스           |
| 18   | 내야수 | 박석민        | 1985년 6월 22일  | NC 다이노스           |
| 14   | 내야수 | 서건창        | 1989년 8월 22일  | 넥센 히어로즈         |
| 15   | 외야수 | 이용규        | 1985년 8월 26일  | 한화 이글스           |
| 34   | 외야수 | 최형우        | 1983년 12월 16일 | KIA 타이거즈          |
| 37   | 외야수 | 박건우        | 1990년 9월 8일   | 두산 베어스           |
| 49   | 외야수 | 민병헌        | 1987년 3월 10일  | 두산 베어스           |
| 31   | 외야수 | 손아섭        | 1988년 3월 18일  | 롯데 자이언츠         |

### 중화 타이베이
- 감독 궈타이위안
- 코치 천리언훙, 황친지, 리안시, 팡코웨이, 천진펑, 예준장

| 번호 | 포지션 | 선수       | 생년월일         | 소속 팀                         |
| ---- | ------ | ---------- | ---------------- | ------------------------------- |
| 17   | 투수   | 천훵원     | 1986년 2월 3일   | 중신 브라더스                   |
| 47   | 투수   | 천관위     | 1990년 10월 29일 | 지바 롯데 마린스                |
| 34   | 투수   | 천윈원     | 1995년 11월 15일 | 유니 세븐일레븐 라이언스        |
| 30   | 투수   | 지앙샤오칭 | 1993년 11월 10일 | 클리블랜드 인디언스 산하 마이너 |
| 56   | 투수   | 황성슝     | 1990년 12월 3일  | 푸방 가디언스                   |
| 75   | 투수   | 궈쥔린     | 1992년 12월 2일  | 사이타마 세이부 라이온스        |
| 16   | 투수   | 린천화     | 1988년 12월 16일 | 푸방 가디언스                   |
| 37   | 투수   | 로쿼화     | 1992년 10월 28일 | 고치 파이팅 독스(독립리그)      |
| 36   | 투수   | 니푸테     | 1982년 11월 14일 | 푸방 가디언스                   |
| 18   | 투수   | 판웨이룬   | 1982년 3월 5일   | 유니 세븐일레븐 라이언스        |
| 43   | 투수   | 성치아하오 | 1992년 9월 6일   | 도호쿠 라쿠텐 골든이글스 2군    |
| 19   | 투수   | 차이밍친   | 1984년 9월 28일  | 푸방 가디언스                   |
| 41   | 투수   | 왕칭밍     | 1986년 1월 16일  | 유니 세븐일레븐 라이언스        |
| 77   | 포수   | 청다훙     | 1981년 1월 12일  | 중신 브라더스                   |
| 20   | 포수   | 린쿤성     | 1987년 3월 8일   | 푸방 가디언스                   |
| 13   | 내야수 | 첸융치     | 1983년 7월 13일  | 유니 세븐일레븐 라이언스        |
| 11   | 내야수 | 지앙지셴   | 1988년 2월 21일  | 중신 브라더스                   |
| 74   | 내야수 | 수치홍     | 1992년 6월 22일  | 중신 브라더스                   |
| 69   | 내야수 | 린즈시앙   | 1987년 3월 8일   | 유니 세븐일레븐 라이언스        |
| 1    | 내야수 | 린즈성     | 1982년 6월 1일   | 중신 브라더스                   |
| 9    | 내야수 | 린이콴     | 1985년 11월 11일 | 푸방 가디언스                   |
| 14   | 내야수 | 왕성웨이   | 1984년 4월 1일   | 중신 브라더스                   |
| 59   | 외야수 | 장정웨이   | 1986년 8월 5일   | 중신 브라더스                   |
| 7    | 외야수 | 장지하오   | 1987년 5월 15일  | 중신 브라더스                   |
| 15   | 외야수 | 후진룽     | 1984년 2월 2일   | 푸방 가디언스                   |
| 28   | 외야수 | 카오쿼훼이 | 1985년 9월 26일  | 푸방 가디언스                   |
| 24   | 외야수 | 린저솬     | 1988년 9월 21일  | 푸방 가디언스                   |
| 8    | 외야수 | 뤄궈룽     | 1989년 6월 24일  | 유니 세븐일레븐 라이언스        |

### 네덜란드
- 감독 헨슬리 뮬렌
- 코치 시드니 데 종, 버트 블라일레븐, 윔 마르티너스, 밴 태이선, 앤드루 존스, 스티브 제이슨, 체드 트롬프

| 번호 | 포지션 | 선수                | 생년월일         | 소속 팀                           |
| ---- | ------ | ------------------- | ---------------- | --------------------------------- |
| 20   | 투수   | 마이크 볼센브루크   | 1987년 3월 11일  | Buchbinder Legionäre Regensburg   |
| 19   | 투수   | 로브 코르데만스     | 1974년 10월 31일 | 암스테르담 파이레트스             |
| 53   | 투수   | 톰 데 브로크        | 1996년 5월 8일   | 암스테르담 파이레트스             |
| 29   | 투수   | 라스 하위예르       | 1993년 9월 22일  | 베센 피오니어스                   |
| 74   | 투수   | 켄리 잰슨           | 1987년 9월 30일  | 로스앤젤레스 다저스               |
| 49   | 투수   | 애이르 웨르롄스     | 1986년 1월 29일  | -                                 |
| 36   | 투수   | 디호마르 마크웰     | 1980년 8월 8일   | DOOR 넵튜누스                     |
| 39   | 투수   | 스하이론 마르티스   | 1987년 3월 30일  | 아길라스 델 술리아                |
| 50   | 투수   | 짐 플루허르         | 1991년 6월 21일  | Mr. 코커 HCAW                     |
| 26   | 투수   | 톰 스타위베르헨     | 1988년 9월 26일  | 코렌돈 킨헤임                     |
| 45   | 투수   | J. C. 쉴바란        | 1989년 11월 9일  | 세인트루이스 카디널스 산하 마이너 |
| 44   | 투수   | 릭 판 덴 휘르크     | 1985년 5월 22일  | 후쿠오카 소프트뱅크 호크스        |
| 46   | 투수   | 로에크 반 밀        | 1984년 9월 15일  | DOOR 넵튜누스                     |
| 40   | 투수   | 올란도 인테마       | 1986년 2월 21일  | DOOR 넵튜누스                     |
| 21   | 포수   | 다스헨코 리카르도   | 1990년 3월 1일   | DOOR 넵튜누스                     |
| 37   | 포수   | 숀 자라가           | 1989년 1월 21일  | 신시내티 레즈산하 마이너          |
| 1    | 내야수 | 잰더 보가츠         | 1992년 10월 1일  | 보스턴 레드삭스                   |
| 7    | 내야수 | 이위렌델 데카스테르 | 1979년 9월 26일  | Tigres del Chinandega             |
| 18   | 내야수 | 디디 흐레호리위스   | 1990년 2월 18일  | 뉴욕 양키스                       |
| 12   | 내야수 | 드바이네 켐프       | 1988년 2월 24일  | DOOR 넵튜누스                     |
| 10   | 내야수 | 유릭손 프로파르     | 1993년 2월 20일  | 텍사스 레인저스                   |
| 6    | 내야수 | 요나탄 스코프       | 1991년 10월 16일 | 볼티모어 오리올스                 |
| 15   | 내야수 | 스하르론 스호프     | 1987년 4월 15일  | 볼티모어 오리올스 산하 마이너     |
| 2    | 내야수 | 안드렐톤 시몬스     | 1989년 9월 4일   | 로스앤젤레스 에인절스             |
| 30   | 내야수 | 퀴르트 스미스       | 1986년 9월 9일   | 링컨 솔트독스 (독립리그)          |
| 27   | 내야수 | 스티인 반 덴 메르   | 1993년 5월 1일   | 휴스턴 애스트로스 산하 마이너     |
| 4    | 외야수 | 블라디미르 발렌틴   | 1984년 7월 2일   | 도쿄 야쿠르트 스왈로스            |
| 14   | 외야수 | 란돌프 오뒤베르     | 1989년 5월 15일  | DOOR 넵튜누스                     |
| 35   | 외야수 | 칼리안 삼스         | 1986년 8월 25일  | Québec Capitales                  |

### 이스라엘
- 감독 제리 와인스타인
- 코치 톰 감보아, 앤드류 로레인, 알론 라이크만, 팻 도일, 네이트 피쉬

| 번호 | 포지션 | 선수            | 생년월일         | 소속 팀                             |
| ---- | ------ | --------------- | ---------------- | ----------------------------------- |
| 19   | 투수   | 딜런 액슬로드   | 1985년 7월 30일  | -                                   |
| 38   | 투수   | 코리 베이커     | 1989년 11월 23일 | 세인트루이스 카디널스 산하 마이너   |
| 27   | 투수   | 제레미 블레이치 | 1987년 6월 18일  | 애리조나 다이아몬드백스 산하 마이너 |
| 41   | 투수   | 대니 부라와     | 1988년 12월 30일 | 롱아일랜드 덕스(독립리그)           |
| 11   | 투수   | 가베 크래머     | 1994년 11월 1일  | 캔자스시티 로열스 산하 마이너       |
| 24   | 투수   | 브래드 골드버그 | 1991년 2월 21일  | 시카고 화이트삭스                   |
| 33   | 투수   | 타일러 헤론     | 1986년 8월 5일   | 링컨 솔트독스(독립리그)             |
| 35   | 투수   | 제이크 캘리쉬   | 1991년 7월 9일   | 캔자스시티 로열스 산하 마이너       |
| 25   | 투수   | 알렉스 카츠     | 1994년 10월 12일 | 시카고 화이트삭스 산하 마이너       |
| 17   | 투수   | 딘 크레머       | 1996년 1월 7일   | 로스앤젤레스 다저스 산하 마이너     |
| 12   | 투수   | 슐로모 리페츠   | 1979년 2월 11일  | -                                   |
| 21   | 투수   | 제이슨 마키     | 1978년 8월 21일  | -                                   |
| 44   | 투수   | 트로이 네이먼   | 1990년 11월 13일 | 콜로라도 로키스 산하 마이너         |
| 16   | 투수   | R. C. 올랜      | 1990년 9월 28일  | 클리블랜드 인디언스 산하 마이너     |
| 46   | 투수   | 잭 손튼         | 1988년 5월 19일  | -                                   |
| 6    | 투수   | 조이 와그먼     | 1991년 7월 25일  | 오클랜드 애슬레틱스 산하 마이너     |
| 28   | 투수   | 조시 제이드     | 1987년 3월 24일  | -                                   |
| 36   | 포수   | 라이언 라반웨이 | 1987년 8월 7일   | 오클랜드 애슬레틱스 산하 마이너     |
| 9    | 포수   | 닉 리클스       | 1990년 2월 2일   | 워싱턴 내셔널스 산하 마이너         |
| 5    | 내야수 | 스콧 버챔       | 1993년 6월 17일  | 콜로라도 로키스 산하 마이너         |
| 29   | 내야수 | 이케 데이비스   | 1987년 3월 22일  | 로스앤젤레스 다저스 산하 마이너     |
| 14   | 내야수 | 코디 데커       | 1987년 1월 17일  | 밀워키 브루어스 산하 마이너         |
| 45   | 내야수 | 네이트 프라이먼 | 1986년 12월 31일 | -                                   |
| 56   | 내야수 | 타이 켈리       | 1988년 7월 20일  | 뉴욕 메츠                           |
| 22   | 내야수 | 타일러 크리거   | 1994년 1월 16일  | 클리블랜드 인디언스 산하 마이너     |
| 18   | 외야수 | 잭 보렌스타인   | 1990년 7월 23일  | 애리조나 다이아몬드백스 산하 마이너 |
| 23   | 외야수 | 샘 펄드         | 1984년 9월 19일  | -                                   |
| 13   | 외야수 | 블레이크 게일런 | 1985년 3월 27일  | 랭커스터 반스토머스(독립리그)       |
| 7    | 외야수 | 마이크 마이어스 | 1993년 12월 28일 | 보스턴 레드삭스 산하 마이너         |

## B조

### 일본
- 감독 고쿠보 히로키
- 코치 나라하라 히로시, 오니시 다카유키, 이나바 아쓰노리, 무라타 요시노리, 니시 도시히사

| 번호 | 포지션 | 선수              | 생년월일         | 소속 팀                    |
| ---- | ------ | ----------------- | ---------------- | -------------------------- |
| 10   | 투수   | 마쓰이 유키       | 1995년 10월 30일 | 도호쿠 라쿠텐 골든이글스   |
| 11   | 투수   | 스가노 도모유키   | 1989년 10월 11일 | 요미우리 자이언츠          |
| 12   | 투수   | 아키요시 료       | 1989년 3월 21일  | 도쿄 야쿠르트 스왈로스     |
| 14   | 투수   | 노리모토 다카히로 | 1990년 12월 17일 | 도호쿠 라쿠텐 골든이글스   |
| 15   | 투수   | 미야니시 나오키   | 1985년 6월 2일   | 홋카이도 닛폰햄 파이터스   |
| 17   | 투수   | 후지나미 신타로   | 1994년 4월 12일  | 한신 타이거스              |
| 19   | 투수   | 마스이 히로토시   | 1984년 6월 26일  | 홋카이도 닛폰햄 파이터스   |
| 20   | 투수   | 이시카와 아유무   | 1988년 4월 11일  | 지바 롯데 마린스           |
| 30   | 투수   | 다케다 쇼타       | 1993년 4월 3일   | 후쿠오카 소프트뱅크 호크스 |
| 34   | 투수   | 오카다 도시야     | 1991년 12월 5일  | 주니치 드래건스            |
| 35   | 투수   | 마키타 가즈히사   | 1984년 11월 10일 | 사이타마 세이부 라이온스   |
| 41   | 투수   | 센가 고다이       | 1993년 1월 30일  | 후쿠오카 소프트뱅크 호크스 |
| 66   | 투수   | 히라노 요시히사   | 1984년 3월 8일   | 오릭스 버펄로스            |
| 9    | 포수   | 스미타니 긴지로   | 1987년 7월 19일  | 사이타마 세이부 라이온스   |
| 22   | 포수   | 고바야시 세이지   | 1989년 6월 7일   | 요미우리 자이언츠          |
| 27   | 포수   | 오노 쇼타         | 1987년 1월 13일  | 홋카이도 닛폰햄 파이터스   |
| 2    | 내야수 | 다나카 고스케     | 1989년 7월 3일   | 히로시마 도요 카프         |
| 3    | 내야수 | 마쓰다 노부히로   | 1983년 5월 17일  | 후쿠오카 소프트뱅크 호크스 |
| 4    | 내야수 | 기쿠치 료스케     | 1990년 3월 11일  | 히로시마 도요 카프         |
| 6    | 내야수 | 사카모토 하야토   | 1988년 12월 14일 | 요미우리 자이언츠          |
| 13   | 내야수 | 나카타 쇼         | 1989년 4월 22일  | 홋카이도 닛폰햄 파이터스   |
| 23   | 내야수 | 야마다 데쓰토     | 1992년 7월 16일  | 도쿄 야쿠르트 스왈로스     |
| 1    | 외야수 | 우치카와 세이이치 | 1982년 8월 4일   | 후쿠오카 소프트뱅크 호크스 |
| 7    | 외야수 | 아오키 노리치카   | 1982년 1월 5일   | 휴스턴 애스트로스          |
| 8    | 외야수 | 히라타 료스케     | 1988년 3월 23일  | 주니치 드래곤스            |
| 25   | 외야수 | 쓰쓰고 요시토모   | 1991년 11월 26일 | 요코하마 DeNA 베이스타스   |
| 51   | 외야수 | 스즈키 세이야     | 1994년 8월 18일  | 히로시마 도요 카프         |
| 55   | 외야수 | 아키야마 쇼고     | 1988년 4월 16일  | 사이타마 세이부 라이온스   |

### 오스트레일리아
- 감독 존 디블
- 코치 마이클 콜린스, 필립 데일, 토니 헤리스, 그램 로이드, 앤드루 그레이엄, 케빈 조어던, 크레이그 쉬플리

| 번호 | 포지션 | 선수                 | 생년월일         | 소속 팀                           |
| ---- | ------ | -------------------- | ---------------- | --------------------------------- |
| 37   | 투수   | 팀 애서튼            | 1991년 9월 14일  | 캔버라 캐벌리                     |
| 49   | 투수   | 톰 베일리            | 1992년 8월 15일  | 퍼스 히트                         |
| 54   | 투수   | 트래비스 블래클리    | 1982년 11월 4일  | 디트로이트 타이거스 산하 마이너   |
| 36   | 투수   | 저스틴 에라스무스    | 1990년 1월 22일  | Haar Disciples                    |
| 40   | 투수   | 조쉬 가이어          | 1994년 5월 27일  | 시드니 블루삭스                   |
| 46   | 투수   | 사무엘 홀랜드        | 1994년 2월 20일  | 로스앤젤레스 에인절스 산하 마이너 |
| 50   | 투수   | 존 케네디            | 1995년 9월 20일  | 애틀랜타 브레이브스 산하 마이너   |
| 25   | 투수   | 스티븐 켄트          | 1899년 5월 8일   | 애틀랜타 브레이브스 산하 마이너   |
| 52   | 투수   | 다니엘 맥그래스      | 1994년 7월 7일   | 보스턴 레드삭스 산하 마이너       |
| 47   | 투수   | 피터 모이란          | 1978년 12월 2일  | 멜버른 에이시즈                   |
| 35   | 투수   | 크리스 옥스프링      | 1977년 5월 13일  | 시드니 블루삭스                   |
| 18   | 투수   | 라이언 롤랜드 스미스 | 1983년 1월 5일   | 브리즈번 밴디츠                   |
| 38   | 투수   | 두션 러직            | 1982년 1월 5일   | 멜버른 에이시즈                   |
| 30   | 투수   | 워릭 서폴드          | 1990년 1월 16일  | 디트로이트 타이거스               |
| 44   | 투수   | 라이언 서럴          | 1989년 6월 22일  | 포르티투도 베이스볼 볼로냐        |
| 59   | 투수   | 샘 스트리트          | 1992년 3월 18일  | 피츠버그 파이리츠 산하 마이너     |
| 13   | 투수   | 조쉬 톨스            | 1989년 10월 6일  | 캔자스시티 T-본즈(독립리그)       |
| 21   | 투수   | 토드 반 스텐셀       | 1991년 11월 14일 | 미네소타 트윈스 산하 마이너       |
| 56   | 투수   | 알렉스 웰스          | 1997년 2월 27일  | 볼티모어 오리올스 산하 마이너     |
| 68   | 투수   | 라클란 웰스          | 1997년 2월 27일  | 미네소타 트윈스 산하 마이너       |
| 19   | 투수   | 매슈 윌리엄스        | 1987년 2월 28일  | 애들레이드 바이트                 |
| 11   | 포수   | 앨런 데 산 미겔      | 1984년 12월 13일 | 캔자스시티 로열스 산하 마이너     |
| 9    | 포수   | 로비 퍼킨스          | 1994년 5월 29일  | 콜로라도 로키스 산하 마이너       |
| 5    | 내야수 | 제임스 베레스퍼드    | 1989년 1월 19일  | 멜버른 에이시즈                   |
| 12   | 내야수 | 브래드 하만          | 1985년 11월 19일 | 멜버른 에이시즈                   |
| 16   | 내야수 | 루크 휴스            | 1984년 8월 2일   | 퍼스 히트                         |
| 23   | 내야수 | 팀 케널리            | 1986년 12월 5일  | 퍼스 히트                         |
| 15   | 내야수 | 미치 닐슨            | 1991년 5월 24일  | 브리즈번 밴디츠                   |
| 4    | 내야수 | 로건 웨이드          | 1991년 11월 13일 | 브리즈번 밴디츠                   |
| 22   | 내야수 | 스테판 웰치          | 1988년 8월 12일  | 애들레이드 바이트                 |
| 17   | 외야수 | 미치 덴닝            | 1988년 8월 17일  | 애들레이드 바이트                 |
| 29   | 외야수 | 데이비드 칸딜라스    | 1990년 9월 14일  | 시드니 블루삭스                   |
| 10   | 외야수 | 트렌트 오엘첸        | 1983년 2월 28일  | 브리즈번 밴디츠                   |
| 48   | 외야수 | 애런 화이트필드      | 1996년 9월 2일   | 미네소타 트윈스 산하 마이너       |

### 중화인민공화국
- 감독 존 맥라렌
- 코치 데이브 부시, 지미 존슨, 루오웨이준, 이셩, 장샤오티앤, 저우완비

| 번호 | 포지션 | 선수       | 생년월일         | 소속 팀                       |
| ---- | ------ | ---------- | ---------------- | ----------------------------- |
| 52   | 투수   | 브루스 첸  | 1977년 6월 19일  | -                             |
| 33   | 투수   | 천쿤       | 1980년 3월 5일   | 쓰촨 드래곤스                 |
| 28   | 투수   | 앤드류 친  | 1992년 9월 22일  | -                             |
| 23   | 투수   | 간촨       | 1996년 6월 17일  | 쓰촨 드래곤스                 |
| 35   | 투수   | 궝하이청   | 1998년 12월 28일 | MLB 연구소                    |
| 60   | 투수   | 주권       | 1995년 5월 31일  | KT 위즈                       |
| 11   | 투수   | 리신       | 1992년 4월 17일  | 톈진 라이언스                 |
| 8    | 투수   | 리우위     | 1991년 9월 15일  | 베이징 타이거스               |
| 5    | 투수   | 루차오     | 1988년 10월 9일  | 광둥 레오파스                 |
| 68   | 투수   | 루유성     | 1992년 2월 6일   | 허난 엘리펀츠                 |
| 36   | 투수   | 루어시아   | 1992년 7월 14일  | 쓰촨 드래곤스                 |
| 19   | 투수   | 치지핑     | 1995년 12월 5일  | 상하이 골든이글스             |
| 31   | 투수   | 왕맹하오   | 1992년 9월 25일  | 쓰촨 드래곤스                 |
| 15   | 투수   | 정자오퀀   | 1993년 2월 9일   | 장쑤 페가수스                 |
| 10   | 포수   | 리닝       | 1994년 12월 12일 | 상하이 골든이글스             |
| 2    | 포수   | 멍웨이지앙 | 1989년 5월 31일  | 광둥 레오파스                 |
| 56   | 포수   | 왕웨이     | 1978년 12월 25일 | 베이징 타이거스               |
| 21   | 내야수 | 레이 장    | 1983년 8월 24일  | -                             |
| 62   | 내야수 | 천양팽     | 1996년 5월 26일  | MLB 연구소                    |
| 30   | 내야수 | 추푸지아   | 1989년 9월 10일  | 장쑤 페가수스                 |
| 12   | 내야수 | 두사요레이 | 1990년 5월 25일  | 장쑤 페가수스                 |
| 38   | 내야수 | 린즈옌     | 1986년 4월 23일  | 베이징 타이거스               |
| 16   | 내야수 | 조이 웡    | 1988년 4월 12일  | 퍼스 히트                     |
| 51   | 내야수 | 쉬꿰이위앤 | 1996년 1월 29일  | 볼티모어 오리올스 산하 마이너 |
| 65   | 외야수 | 루잰홍     | 1991년 4월 15일  | 장쑤 페가수스                 |
| 66   | 외야수 | 나청       | 1987년 3월 15일  | 광둥 레오파스                 |
| 26   | 외야수 | 양셴이     | 1993년 1월 1일   | 광둥 레오파스                 |
| 6    | 외야수 | 양얀용     | 1994년 5월 5일   | 상하이 골든이글스             |

### 쿠바
- 감독 카를로스 마르티
- 코치 오렐리스 아비엘라, 오레스테스 킨델란, 시로 리세라, 카를로스 루이스, 라몬 로드리게스, 마리오 베가

| 번호 | 포지션 | 선수                | 생년월일         | 소속 팀                    |
| ---- | ------ | ------------------- | ---------------- | -------------------------- |
| 59   | 투수   | 블라디미르 바뇨스   | 1983년 1월 17일  | 시에고데아빌라             |
| 79   | 투수   | 라사로 블랑코       | 1986년 2월 3일   | Alazanes de Granma         |
| 34   | 투수   | 블라디미르 가르시아 | 1982년 7월 4일   | 시에고데아빌라             |
| 44   | 투수   | 미겔 라헤라         | 1985년 1월 24일  | Alazanes de Granma         |
| 71   | 투수   | 레안드로 마르티네스 | 1980년 11월 30일 | Alazanes de Granma         |
| 90   | 투수   | 노엘비스 엔텐사     | 1989년 1월 1일   | 올긴                       |
| 99   | 투수   | 호세 가르시아       | 1981년 2월 23일  | 시에고데아빌라             |
| 89   | 투수   | 리반 모이넬로       | 1995년 12월 8일  | 올긴                       |
| 41   | 투수   | 알랭 산체스         | 1986년 1월 1일   | Naranjas de Villa Clara    |
| 56   | 투수   | 요스바니 토레스     | 1980년 6월 14일  | Naranjas de Villa Clara    |
| 58   | 투수   | 요아니 예라         | 1989년 10월 18일 | 마탄사스                   |
| 11   | 포수   | 요스바니 알라르콘   | 1984년 10월 5일  | 라스투나스                 |
| 45   | 포수   | 프랑크 모레혼       | 1986년 1월 25일  | 인더스트리알레스           |
| 31   | 포수   | 오스발도 바스케스   | 1990년 5월 20일  | 시에고데아빌라             |
| 21   | 내야수 | 길레르모 아빌레스   | 1993년 1월 20일  | Alazanes de Granma         |
| 43   | 내야수 | 알렉산더 아얄라     | 1982년 1월 1일   | 카마궤이                   |
| 5    | 내야수 | 카를로스 베니테스   | 1987년 1월 1일   | Alazanes de Granma         |
| 12   | 내야수 | 제퍼슨 델가도       | 1982년 11월 30일 | 마탄사스                   |
| 47   | 내야수 | 유리스벨 그라시알   | 1985년 8월 14일  | 마탄사스                   |
| 42   | 내야수 | 요르단 맨둘리       | 1986년 1월 9일   | 올긴                       |
| 28   | 내야수 | 윌리엄 사베드라     | 1981년 1월 23일  | 마탄사스                   |
| 24   | 외야수 | 프레데리치 세페다   | 1980년 4월 8일   | 카마궤이                   |
| 16   | 외야수 | 요엘키 세스페데스   | 1997년 9월 24일  | Alazanes de Granma         |
| 54   | 외야수 | 알프레도 데스파이네 | 1986년 6월 17일  | 후쿠오카 소프트뱅크 호크스 |
| 32   | 외야수 | 빅토르 빅토르 메사  | 1996년 1월 1일   | 마탄사스                   |
| 10   | 외야수 | 로엘 산토스         | 1987년 9월 15일  | Alazanes de Granma         |

## C조

### 미국
- 감독 짐 릴랜드
- 코치 톰 브루켄스, 제프 존스, 마크 리드, 티노 마르티네즈, 윌리 랜돌프, 앨런 트라멜

| 번호 | 포지션 | 선수              | 생년월일         | 소속 팀                 |
| ---- | ------ | ----------------- | ---------------- | ----------------------- |
| 4    | 투수   | 크리스 아처       | 1988년 8월 26일  | 탬파베이 레이스         |
| 29   | 투수   | 타일러 클리파드   | 1985년 2월 14일  | 뉴욕 양키스             |
| 41   | 투수   | 대니 더피         | 1988년 12월 21일 | 캔자스시티 로열스       |
| 47   | 투수   | 샘 다이슨         | 1988년 5월 7일   | 텍사스 레인저스         |
| 60   | 투수   | 마이클 기븐스     | 1990년 3월 13일  | 볼티모어 오리올스       |
| 18   | 투수   | 루크 그레거슨     | 1984년 5월 14일  | 휴스턴 애스트로스       |
| 65   | 투수   | 네이트 존스       | 1986년 1월 28일  | 시카고 화이트삭스       |
| 51   | 투수   | 제이크 맥기       | 1986년 8월 6일   | 콜로라도 로키스         |
| 24   | 투수   | 앤드루 밀러       | 1985년 5월 21일  | 클리블랜드 인디언스     |
| 17   | 투수   | 팻 네셱           | 1980년 9월 4일   | 필라델피아 필리스       |
| 57   | 투수   | 태너 로어크       | 1986년 10월 5일  | 워싱턴 내셔널스         |
| 30   | 투수   | 데이비드 로버트슨 | 1985년 4월 9일   | 시카고 화이트삭스       |
| 6    | 투수   | 마커스 스트로먼   | 1991년 5월 1일   | 토론토 블루제이스       |
| 25   | 포수   | 조너선 루크로이   | 1986년 6월 13일  | 텍사스 레인저스         |
| 28   | 포수   | 버스터 포지       | 1987년 3월 27일  | 샌프란시스코 자이언츠   |
| 12   | 내야수 | 놀런 아레나도     | 1991년 4월 16일  | 콜로라도 로키스         |
| 2    | 내야수 | 알렉스 브레그먼   | 1994년 3월 30일  | 휴스턴 애스트로스       |
| 26   | 내야수 | 브랜던 크로퍼드   | 1987년 1월 21일  | 샌프란시스코 자이언츠   |
| 44   | 내야수 | 폴 골드슈미트     | 1987년 9월 10일  | 애리조나 다이아몬드백스 |
| 5    | 내야수 | 조시 해리슨       | 1987년 7월 8일   | 피츠버그 파이리츠       |
| 35   | 내야수 | 에릭 호스머       | 1989년 10월 24일 | 캔자스시티 로열스       |
| 3    | 내야수 | 이언 킨슬러       | 1982년 6월 22일  | 디트로이트 타이거스     |
| 31   | 내야수 | 대니얼 머피       | 1985년 4월 1일   | 워싱턴 내셔널스         |
| 10   | 외야수 | 애덤 존스         | 1985년 8월 1일   | 볼티모어 오리올스       |
| 22   | 외야수 | 앤드루 매커친     | 1986년 10월 10일 | 피츠버그 파이리츠       |
| 27   | 외야수 | 지안카를로 스탠튼 | 1989년 11월 8일  | 마이애미 말린스         |
| 7    | 외야수 | 크리스천 옐리치   | 1991년 12월 5일  | 마이애미 말린스         |

### 캐나다
- 감독 어니 위트
- 코치 데니스 보처, 그레그 해밀턴, 팀 레이퍼, 폴 콴트릴, 래리 워커

| 번호 | 포지션 | 선수            | 생년월일         | 소속 팀                         |
| ---- | ------ | --------------- | ---------------- | ------------------------------- |
| 27   | 투수   | 앤드루 앨버스   | 1985년 10월 6일  | 애틀랜타 브레이브스 산하 마이너 |
| 75   | 투수   | 앤드류 케이스   | 1993년 1월 6일   | 토론토 블루제이스 산하 마이너   |
| 50   | 투수   | 케빈 채프만     | 1988년 2월 19일  | 애틀랜타 브레이브스 산하 마이너 |
| 25   | 투수   | 셰인 도슨       | 1993년 9월 9일   | 토론토 블루제이스 산하 마이너   |
| 46   | 투수   | 라이언 뎀스터   | 1977년 3월 3일   | -                               |
| 38   | 투수   | 에릭 가네       | 1976년 1월 7일   | 오타와 챔피언스(독립리그)       |
| 51   | 투수   | 짐 헨더슨       | 1982년 10월 21일 | 시카고 컵스 산하 마이너         |
| 21   | 투수   | 라이언 켈로그   | 1994년 2월 4일   | 시카고 컵스 산하 마이너         |
| 63   | 투수   | 크리스 르루     | 1984년 4월 14일  | -                               |
| 47   | 투수   | 스콧 매티슨     | 1984년 2월 27일  | 요미우리 자이언츠               |
| 35   | 투수   | 더스틴 몰리켄   | 1984년 8월 21일  | 디트로이트 타이거스 산하 마이너 |
| 16   | 투수   | 닉 피베타       | 1993년 2월 14일  | 필라델피아 필리스 산하 마이너   |
| 48   | 투수   | 스콧 리치먼드   | 1979년 8월 30일  | 푸방 가디언스                   |
| 59   | 투수   | 젠슨 테리엔     | 1993년 5월 18일  | 필라델피아 필리스 산하 마이너   |
| 44   | 투수   | 로완 윅         | 1992년 11월 9일  | 세인트루이스 카디널스           |
| 22   | 포수   | 조지 코타라스   | 1983년 5월 10일  | -                               |
| 24   | 포수   | 마이크 리브스   | 1990년 9월 16일  | 토론토 블루제이스 산하 마이너   |
| 5    | 내야수 | 프레디 프리먼   | 1989년 9월 12일  | 애틀랜타 브레이브스             |
| 11   | 내야수 | 조나단 말로     | 1983년 9월 29일  | 퀘벡 캐피털스(독립리그)         |
| 32   | 내야수 | 조쉬 네일러     | 1997년 6월 22일  | 샌디에이고 파드리스 산하 마이너 |
| 33   | 내야수 | 저스틴 모르노   | 1981년 5월 15일  | -                               |
| 4    | 내야수 | 피트 오르       | 1979년 6월 8일   | -                               |
| 56   | 내야수 | 다니엘 피네로   | 1994년 5월 2일   | 디트로이트 타이거스 산하 마이너 |
| 26   | 내야수 | 제이미 로맥     | 1985년 9월 30일  | 샌디에이고 파드리스 산하 마이너 |
| 17   | 내야수 | 에릭 우드       | 1992년 11월 22일 | 피츠버그 파이리츠 산하 마이너   |
| 30   | 외야수 | 마이클 크라우스 | 1990년 11월 22일 | 랭커스터 반스토머스(독립리그)   |
| 13   | 외야수 | 타일러 오닐     | 1995년 6월 22일  | 시애틀 매리너스 산하 마이너     |
| 23   | 외야수 | 달튼 폼페이     | 1992년 12월 11일 | 토론토 블루제이스               |
| 9    | 외야수 | 르네 토소니     | 1986년 7월 2일   | 슈거 랜드 스키터즈(독립리그)    |

### 콜롬비아
- 감독 루이스 우루에타
- 코치 졸버트 카브레라, 자이르 페르난데스, 네더 호르타, 월터 미란다, 에드가 렌테리아, 루이스 시에라

| 번호 | 포지션 | 선수                | 생년월일         | 소속 팀                           |
| ---- | ------ | ------------------- | ---------------- | --------------------------------- |
| 30   | 투수   | 호라시오 아코스타   | 1990년 10월 24일 | 노멀 콘벨터스(독립리그)           |
| 34   | 투수   | 나빌 크리스맷       | 1994년 12월 25일 | 뉴욕 메츠 산하 마이너             |
| 63   | 투수   | 윌리엄 쿠에바스     | 1990년 10월 14일 | 디트로이트 타이거스 산하 마이너   |
| 50   | 투수   | 다얀 디아즈         | 1989년 2월 10일  | 휴스턴 애스트로스 산하 마이너     |
| 25   | 투수   | 어네스토 프리에리   | 1985년 7월 19일  | 레노스 데 몬테리아                |
| 55   | 투수   | 타이런 게레로       | 1991년 1월 9일   | 마이애미 말린스                   |
| 54   | 투수   | 슈가 마리몬         | 1988년 9월 30일  | 티그레스 데 카타게나              |
| 70   | 투수   | 기예르모 모스코소   | 1983년 11월 14일 | 요코하마 DeNA 베이스타스          |
| 14   | 투수   | 그렉 나포           | 1979년 11월 28일 | 마이애미 말린스 산하 마이너       |
| 43   | 투수   | 하비에르 오르티즈   | 1979년 11월 28일 | 레노스 데 몬테리아                |
| 45   | 투수   | 요한 피노           | 1983년 12월 26일 | 미네소타 트윈스 산하 마이너       |
| 62   | 투수   | 호세 퀸타나         | 1989년 1월 24일  | 시카고 화이트 삭스                |
| 49   | 투수   | 훌리오 테헤란       | 1991년 1월 27일  | 애틀랜타 브레이브스               |
| 32   | 투수   | 칼 트리아나         | 1992년 11월 7일  | 레노스 데 몬테리아                |
| 38   | 포수   | 호르헤 알파로       | 1993년 6월 11일  | 필라델피아 필리스                 |
| 21   | 포수   | 조나단 솔라노       | 1985년 8월 12일  | 워싱턴 내셔널스 산하 마이너       |
| 4    | 포수   | 메이브리스 빌로리아 | 1997년 2월 15일  | 캔자스시티 로열스산하 마이너      |
| 22   | 내야수 | 마우리시오 라모스   | 1992년 2월 2일   | 캔자스시티 로열스산하 마이너      |
| 6    | 내야수 | 레이날도 로드리게스 | 1986년 7월 2일   | 미네소타 트윈스 산하 마이너       |
| 13   | 내야수 | 아드리안 산체스     | 1990년 8월 16일  | 워싱턴 내셔널스 산하 마이너       |
| 17   | 내야수 | 도노반 솔라노       | 1987년 12월 17일 | 뉴욕 양키스 산하 마이너           |
| 39   | 내야수 | 히오 우르셸라       | 1991년 10월 11일 | 클리블랜드 인디언스               |
| 18   | 외야수 | 에프라인 콘트레라스 | 1987년 2월 6일   | 카메네스 데 바란칠라              |
| 12   | 외야수 | 오스카 메르카도     | 1994년 12월 16일 | 세인트루이스 카디널스 산하 마이너 |
| 9    | 외야수 | 티토 폴로           | 1994년 8월 23일  | 뉴욕 양키스 산하 마이너           |
| 25   | 외야수 | 헤수스 발데즈       | 1984년 11월 2일  | 레오네스 데 유카탄                |

### 도미니카 공화국
- 감독 토니 페냐
- 코치 호세 카노, 펠릭스 페르민, 데니 곤잘레스, 알프레도 그리핀, 주니어 노보아, 후안 사무엘

| 번호 | 포지션 | 선수                | 생년월일         | 소속 팀                         |
| ---- | ------ | ------------------- | ---------------- | ------------------------------- |
| 58   | 투수   | 페르난도 아바드     | 1985년 12월 17일 | 보스턴 레드삭스                 |
| 63   | 투수   | 델린 버탠시스       | 1988년 3월 23일  | 뉴욕 양키스                     |
| 37   | 투수   | 알렉스 콜롬         | 1988년 12월 31일 | 탬파베이 레이스                 |
| 21   | 투수   | 사뮤엘 데두노       | 1983년 7월 2일   | -                               |
| 70   | 투수   | 점보 디아즈         | 1984년 2월 27일  | 탬파베이 레이스                 |
| 27   | 투수   | 쥬리스 파밀리아     | 1989년 8월 10일  | 뉴욕 메츠                       |
| 50   | 투수   | 헥터 네리스         | 1989년 6월 14일  | 필라델피아 필리스               |
| 18   | 투수   | 카를로스 마르티네스 | 1991년 9월 21일  | 세인트루이스 카디널스           |
| 38   | 투수   | 윌리 페랄타         | 1989년 5월 8일   | 밀워키 브루어스                 |
| 74   | 투수   | 한셀 로블레스       | 1990년 8월 13일  | 뉴욕 메츠                       |
| 56   | 투수   | 페르난도 로드니     | 1977년 3월 18일  | 애리조나 다이아몬드백스         |
| 45   | 투수   | 에니 로메로         | 1981년 1월 24일  | 샌디에이고 파드리스 산하 마이너 |
| 76   | 투수   | 세자르 발데스       | 1985년 3월 17일  | 오클랜드 애슬레틱스 산하 마이너 |
| 36   | 투수   | 에딘손 볼케스       | 1983년 7월 3일   | 마이애미 말린스                 |
| 35   | 포수   | 웰링턴 카스티요     | 1987년 4월 24일  | 볼티모어 오리올스               |
| 86   | 포수   | 알베르토 로사리오   | 1987년 1월 10일  | 세인트루이스 카디널스           |
| 29   | 내야수 | 아드리안 벨트레     | 1979년 4월 7일   | 텍사스 레인저스                 |
| 22   | 내야수 | 로빈슨 카노         | 1982년 10월 22일 | 시애틀 매리너스                 |
| 3    | 내야수 | 매니 마차도         | 1992년 7월 6일   | 볼티모어 오리올스               |
| 7    | 내야수 | 호세 레예스         | 1983년 6월 11일  | 뉴욕 메츠                       |
| 41   | 내야수 | 카를로스 산타나     | 1986년 4월 8일   | 클리블랜드 인디언스             |
| 2    | 내야수 | 진 세구라           | 1990년 3월 17일  | 시애틀 매리너스                 |
| 5    | 내야수 | 조나단 빌라르       | 1991년 5월 2일   | 밀워키 브루어스                 |
| 19   | 외야수 | 호세 바티스타       | 1980년 10월 19일 | 토론토 블루제이스               |
| 23   | 외야수 | 넬손 크루스         | 1980년 7월 1일   | 시애틀 매리너스                 |
| 6    | 외야수 | 스탈링 마르테       | 1988년 10월 9일  | 피츠버그 파이리츠               |
| 25   | 외야수 | 그레고리 폴랑코     | 1991년 9월 14일  | 피츠버그 파이리츠               |
| 48   | 외야수 | 멜 로하스 주니어    | 1990년 5월 24일  | 애틀랜타 브레이브스 산하 마이너 |

## D조

### 멕시코
- 감독 에드가르 곤살레스
- 코치 리고 벨트란, 닉 레이바, 바비 마가야네스, 앤서니 매드라노, 알렉스 펠라에즈, 호세 실바, 페르난도 발렌수엘라

| 번호 | 포지션 | 선수                   | 생년월일         | 소속 팀                         |
| ---- | ------ | ---------------------- | ---------------- | ------------------------------- |
| 31   | 투수   | 미겔 아귈라            | 1991년 9월 26일  | 애리조나 다이아몬드백스         |
| 49   | 투수   | 요바니 가야르도        | 1986년 2월 27일  | 시애틀 매리너스                 |
| 28   | 투수   | 지오바니 갈레고스      | 1991년 8월 14일  | 뉴욕 양키스                     |
| 58   | 투수   | 미겔 곤살레스          | 1984년 5월 27일  | 시카고 화이트삭스               |
| 39   | 투수   | 루이즈 멘도자          | 1983년 8월 31일  | 홋카이도 닛폰햄 파이터스        |
| 38   | 투수   | 비달 누노              | 1987년 7월 26일  | 볼티모어 오리올스               |
| 18   | 투수   | 로베르토 오수나        | 1995년 2월 7일   | 토론토 블루제이스               |
| 46   | 투수   | 올리베르 페레스        | 1981년 8월 15일  | 워싱턴 내셔널스                 |
| 10   | 투수   | 다니엘 로드리게즈      | 1984년 12월 11일 | 사라페로스 데 살티요            |
| 54   | 투수   | 세르지오 로모          | 1983년 3월 4일   | 로스앤젤레스 다저스             |
| 59   | 투수   | 페르난도 살라스        | 1985년 3월 30일  | 뉴욕 메츠                       |
| 55   | 투수   | 제이크 산체스          | 1989년 8월 19일  | 오클랜드 애슬레틱스             |
| 48   | 투수   | 호아킴 소리아          | 1984년 3월 18일  | 캔자스시티 로열스               |
| 72   | 투수   | 카를로스 토레스        | 1982년 11월 22일 | 밀워키 브루어스                 |
| 14   | 포수   | 조르게 카릴로          | 1989년 4월 12일  | 뉴욕 메츠 산하 마이너           |
| 52   | 포수   | 세바스티안 발레        | 1990년 7월 24일  | 시애틀 매리너스                 |
| 42   | 내야수 | 자펫 아마도르          | 1987년 1월 19일  | 도호쿠 라쿠텐 골든이글스        |
| 47   | 내야수 | 루이스 크루즈          | 1984년 2월 10일  | 요미우리 자이언츠               |
| 23   | 내야수 | 아드리안 곤살레스      | 1982년 5월 8일   | 로스앤젤레스 다저스             |
| 5    | 내야수 | 브랜던 레어드          | 1987년 9월 11일  | 홋카이도 닛폰햄 파이터스        |
| 17   | 내야수 | 에스테반 퀴로즈        | 1992년 2월 17일  | 레오네스 데 유카탄              |
| 13   | 내야수 | 호세 마누엘 로드리게스 | 1982년 7월 28일  | 아세레로스 데 몬클로바          |
| 3    | 내야수 | 루이스 유리아스        | 1997년 6월 3일   | 샌디에이고 파드리스             |
| 20   | 외야수 | 세바스티안 엘리잘데    | 1991년 11월 20일 | 신시내티 레즈                   |
| 24   | 외야수 | 에프렌 나바로          | 1986년 5월 14일  | 디트로이트 타이거스             |
| 15   | 외야수 | 크리스 로버슨          | 1979년 8월 23일  | 술탄네스 데 몬테레이            |
| 27   | 외야수 | 앨릭스 베르두고        | 1996년 5월 15일  | 로스앤젤레스 다저스 산하 마이너 |

### 이탈리아
- 감독 마르코 마치에리
- 코치 닉 푼토, 살 부테라, 살 파사노, 브라이언 스위니, 프랭크 카타라노토, 길베르토 게랄리

| 번호 | 포지션 | 선수                  | 생년월일           | 소속 팀                            |
| ---- | ------ | --------------------- | ------------------ | ---------------------------------- |
| 33   | 투수   | 티아구 다 실바        | 1992년 2월 19일    | Generales de Durango               |
| 25   | 투수   | 마이크 데마크         | 1983년 5월 20일    | 요크 레볼루션(독립리그)            |
| 22   | 투수   | 닉 판티               | 1996년 12월 30일   | 필라델피아 필리스 산하 마이너      |
| 59   | 투수   | 프레일린 플로리안     | 1982년 7월 25일    | 산마리노 베이스볼 클럽             |
| 32   | 투수   | 샘 가빌리오           | 1990년 5월 22일    | 토론토 블루제이스 산하 마이너      |
| 39   | 투수   | 토미 레인             | 1984년 [11월 2일]] | 뉴욕 양키스                        |
| 47   | 투수   | 루이스 루고           | 1994년 3월 5일     | 클리블랜드 인디언스 산하 마이너    |
| 17   | 투수   | 알레산드로 마에스트리 | 1985년 6월 1일     | 군마 다이아몬드 페가수스(독립리그) |
| 30   | 투수   | A. J. 모리스          | 1986년 12월 1일    | -                                  |
| 41   | 투수   | 트레이 닐슨           | 1991년 9월 1일     | 세인트루이스 카디널스 산하 마이너  |
| 38   | 투수   | 올란도 오베르토       | 1980년 12월 30일   | 산마리노 베이스볼 클럽             |
| 28   | 투수   | 조던 로마노           | 1993년 4월 21일    | 토론토 블루제이스 산하 마이너      |
| 20   | 투수   | 팻 벤디트             | 1985년 10월 30일   | 시애틀 매리너스 산하 마이너        |
| 9    | 포수   | 드류 부테라           | 1983년 8월 9일     | 캔자스시티 로열스                  |
| 29   | 포수   | 프란시스코 세르벨리   | 1986년 3월 6일     | 피츠버그 파이리츠                  |
| 14   | 포수   | 마르코 사바타니       | 1989년 4월 13일    | 포르티투도 베이스볼 볼로냐         |
| 2    | 내야수 | 개빈 체키니           | 1993년 12월 22일   | 뉴욕 메츠                          |
| 12   | 내야수 | 크리스 콜라벨로       | 1983년 10월 24일   | 클리블랜드 인디언스 산하 마이너    |
| 3    | 내야수 | 다니엘 데스칼소       | 1986년 10월 19일   | 애리조나 다이아몬드백스            |
| 10   | 내야수 | 알렉스 리디           | 1988년 8월 14일    | 티그레스 데 킨타나로오             |
| 37   | 내야수 | 드류 매기             | 1989년 5월 16일    | 로스앤젤레스 다저스 산하 마이너    |
| 21   | 내야수 | 롭 세게딘             | 1988년 11월 10일   | 로스앤젤레스 다저스                |
| 18   | 내야수 | 알렉산드로 바글리오   | 1989년 1월 28일    | 포르티투도 베이스볼 볼로냐         |
| 77   | 외야수 | 존 안드레올리         | 1990년 6월 9일     | 시카고 컵스 산하 마이너            |
| 45   | 외야수 | 마리오 치아리니       | 1981년 1월 7일     | 산마리노 베이스볼 클럽             |
| 24   | 외야수 | 브랜던 니모           | 1993년 3월 27일    | 뉴욕 메츠                          |
| 26   | 외야수 | 세바스티아노 포바     | 1993년 6월 13일    | 산마리노 베이스볼 클럽             |

### 푸에르토리코
- 감독 에드윈 로드리게스
- 코치 카를로스 바에르가, 리키 본즈, 카를로스 델가도, 조 에스파다, 후안 곤잘레스, 호세 몰리나, 호세 로사도, 호세 발렌틴

| 번호 | 포지션   | 선수              | 생년월일         | 소속 팀                             |
| ---- | -------- | ----------------- | ---------------- | ----------------------------------- |
| 37   | 투수     | 호세 베리오스     | 1994년 5월 27일  | 미네소타 트윈스                     |
| 54   | 투수     | 히람 부르고스     | 19년 2월 20일    | 밀워키 브루어스 산하 마이너         |
| 58   | 투수     | 알렉스 클라우디오 | 1987년 8월 4일   | 밀워키 브루어스                     |
| 29   | 투수     | 조 콜론           | 1990년 2월 18일  | 클리블랜드 인디언스                 |
| 87   | 투수     | 호세 데 레온      | 1992년 8월 7일   | 탬파베이 레이스                     |
| 39   | 투수     | 에드윈 디아즈     | 1994년 3월 22일  | 시애틀 매리너스                     |
| 43   | 투수     | 조 히메네스       | 1995년 1월 17일  | 디트로이트 타이거스 산하 마이너     |
| 28   | 투수     | 호르헤 로페즈     | 1993년 2월 10일  | 밀워키 브루어스                     |
| 67   | 투수     | 세스 루고         | 1989년 11월 17일 | 뉴욕 메츠                           |
| 13   | 투수     | 에밀리오 파간     | 1991년 5월 7일   | 샌디에이고 파드리스 산하 마이너     |
| 34   | 투수     | 올랜도 로만       | 1978년 11월 28일 | 라미고 몽키스                       |
| 32   | 투수     | J. C. 로메로      | 1976년 6월 4일   | 크리오요스 데 카과스                |
| 56   | 투수     | 헥터 산티아고     | 1987년 12월 16일 | 미네소타 트윈스                     |
| 35   | 투수     | 지오반니 소토     | 1991년 5월 18일  | 시카고 화이트삭스 산하 마이너       |
| 4    | 포수     | 야디에르 몰리나   | 1982년 7월 13일  | 세인트루이스 카디널스               |
| 55   | 포수     | 로베르토 페레즈   | 1988년 12월 23일 | 클리블랜드 인디언스                 |
| 44   | 포수     | 르네 리베라       | 1983년 7월 31일  | 뉴욕 메츠                           |
| 9    | 내야수   | 하비에르 바에스   | 1992년 12월 1일  | 시카고 컵스                         |
| 1    | 내야수   | 카를로스 코레아   | 1994년 9월 22일  | 휴스턴 애스트로스                   |
| 12   | 내야수   | 프란시스코 린도어 | 1993년 11월 14일 | 클리블랜드 인디언스                 |
| 5    | 내야수   | T. J. 리베라      | 1988년 10월 27일 | 뉴욕 메츠                           |
| 20   | 내야수   | 케니스 바르가스   | 1990년 8월 1일   | 미네소타 트윈스                     |
| 15   | 외야수   | 카를로스 벨트란   | 1977년 4월 24일  | 휴스턴 애스트로스                   |
| 3    | 외야수   | 레이몬드 푸엔테스 | 1991년 2월 12일  | 애리조나 다이아몬드백스 산하 마이너 |
| 16   | 외야수   | 앙헬 파간         | 1981년 7월 2일   | -                                   |
| 17   | 외야수   | 에디 로사리오     | 1991년 9월 28일  | 미네소타 트윈스                     |
| 14   | 유틸리티 | 마이크 아빌스     | 1981년 3월 13일  | -                                   |
| 7    | 유틸리티 | 엔리케 에르난데스 | 1991년 8월 24일  | 로스앤젤레스 다저스                 |

### 베네수엘라
- 감독 오마르 비스켈
- 코치 로우글라스 오도르, 로베르토 에스티노사, 카를로스 수베로, 카를로스 가르시아, 에디 페레스, 헨리 블랭코, 헤수스 플로레스, 오마르 로페스

| 번호 | 포지션 | 선수                  | 생년월일         | 소속 팀                         |
| ---- | ------ | --------------------- | ---------------- | ------------------------------- |
| 51   | 투수   | 호세 알바라도         | 1995년 5월 21일  | 탬파베이 레이스                 |
| 48   | 투수   | 호세 알바레즈         | 1989년 5월 6일   | 로스앤젤레스 에인절스           |
| 40   | 투수   | 오마르 밴코모         | 1989년 2월 10일  | 브라보스 데 마가리타            |
| 18   | 투수   | 실비노 브라초         | 1992년 7월 17일  | 애리조나 다이아몬드백스         |
| 66   | 투수   | 호세 카스티요         | 1996년 1월 10일  | 샌디에이고 파드리스 산하 마이너 |
| 45   | 투수   | 훌리스 차신           | 1988년 1월 7일   | 샌디에이고 파드리스             |
| 54   | 투수   | 데오리스 게라         | 1989년 4월 17일  | 로스앤젤레스 에인절스           |
| 34   | 투수   | 펠릭스 에르난데스     | 1986년 4월 8일   | 시애틀 매리너스                 |
| 49   | 투수   | 윌 레데즈마           | 1981년 1월 21일  | 카리베스 데 안소아테기          |
| 33   | 투수   | 마틴 페레즈           | 1991년 4월 4일   | 텍사스 레인저스                 |
| 36   | 투수   | 유스메이로 페티트     | 1984년 11월 22일 | 로스앤젤레스 에인절스           |
| 57   | 투수   | 프란시스코 로드리게스 | 1982년 1월 7일   | 디트로이트 타이거스             |
| 43   | 투수   | 브루스 론돈           | 1990년 12월 9일  | 디트로이트 타이거스             |
| 30   | 투수   | 로버트 수아레즈       | 1991년 3월 1일   | 후쿠오카 소프트뱅크 호크스      |
| 28   | 포수   | 로빈슨 치리노스       | 1984년 6월 5일   | 텍사스 레인저스                 |
| 15   | 포수   | 살바도르 페레스       | 1990년 5월 10일  | 캔자스시티 로열스               |
| 27   | 내야수 | 호세 알투베           | 1990년 5월 6일   | 휴스턴 애스트로스               |
| 24   | 내야수 | 미겔 카브레라         | 1983년 4월 18일  | 디트로이트 타이거스             |
| 2    | 내야수 | 알시데스 에스코바르   | 1986년 12월 16일 | 캔자스시티 로열스               |
| 41   | 내야수 | 빅토르 마르티네스     | 1978년 12월 23일 | 디트로이트 타이거스             |
| 12   | 내야수 | 로우그네드 오도르     | 1994년 2월 3일   | 텍사스 레인저스                 |
| 21   | 내야수 | 에르난 페레즈         | 1991년 3월 26일  | 밀워키 브루어스                 |
| 14   | 내야수 | 마틴 프라도           | 1983년 10월 27일 | 마이애미 말린스                 |
| 10   | 내야수 | 얀게르비스 솔라르테   | 1987년 7월 7일   | 샌디에이고 파드리스             |
| 5    | 외야수 | 카를로스 곤살레스     | 1985년 10월 17일 | 콜로라도 로키스                 |
| 37   | 외야수 | 오두벨 에레라         | 1991년 12월 29일 | 필라델피아 필리스               |
| 11   | 외야수 | 엔더 인시아테         | 1990년 10월 29일 | 애틀랜타 브레이브스             |